# Кръстьо Пастухов
 Тази статия е за политика.  За поета вижте Кръстю Пастухов.  
Кръстьо Иванов Пастухов (роден на 27 октомври 1874 г. в Севлиево, починал на 25 август 1949 г. в Сливен) е български политик, един от водачите на Българската работническа социалдемократическа партия (широки социалисти) (БРСДП (ш.с.))
Той е министър на вътрешните работи и народното здраве през 1919 г. Като един от лидерите на опозицията след Деветнадесетомайския преврат през 1934 г. и Деветосептемврийския преврат през 1944 г. Пастухов на 2 пъти е изпращан в затвора, където умира през 1949 г.
Политикът Кръстьо Пастухов е дядо на съвременния журналист, писател и поет Кръстю Ивайлов Пастухов (1941-2017).

## Биография
Кръстьо Пастухов е роден на 27 октомври (15 октомври стар стил) 1874 в Севлиево. През 1895 завършва право в Софийския университет, а през 1897-1898 специализира в Германия. След завръщането си в България е адвокат във Враца, а от 1923 – в София. Той се включва и в организирането на Българската работническа социалдемократическа партия, като от 1909 е член на нейния Централен комитет, а от 1911 до 1927 е народен представител. След Солунското примирие участва като вътрешен министър в широката коалиция, начело с Теодор Теодоров (1919).
През 1935, след Деветнадесетомайския преврат, Пастухов публикува отворено писмо до цар Борис III, призоваващо за възстановяване на Търновската конституция, след което е интерниран за известно време на остров Света Анастасия. През следващата година е сред основателите на опозиционната Петорка. Той се противопоставя и на образуването на прокомунистическия Отечествен фронт. През август 1944 е сред инициаторите на подписването на Манифеста на 13-те, съдържащ искания за промяна на външнополитическия курс и възстановяване на конституцията. След Деветосептемврийския преврат през 1944 отказва да сътрудничи на просъветското правителство и след разцепването на БРСДП (ш.с.) през 1945 влиза в ръководството на опозиционната Българска работническа социалдемократическа партия (обединена). Обявява се против започнатата Културна автономия на Пиринска Македония.“.
През февруари 1946 година Кръстьо Пастухов публикува във вестник „Свободен народ“ острите статии „Нашата войска“ и „Не ме изкушавайте, лицемери“ - в тях той критикува реч на Георги Димитров, произнесена при клетвата на юнкерите от Военното училище на 19 февруари, в която Димитров открито се обявява за поставяне на армията под контрола на комунистите. Между двамата има личен конфликт, датиращ още от стачките през 1919 година. Ден след публикуването на втората статия Пастухов е арестуван и обвинен по Наредба-законът за защита на народната власт. На 27 юни е осъден на 5 години затвор, присъдата е потвърдена от Върховния касационен съд на 23 октомври.
Присъдата на Върховния касационен съд е обявена дни преди изборите от 27 октомври 1946 година, като Пастухов е лишен от граждански и политически права, за да не може да участва в избора срещу комунистическия лидер Георги Димитров – въпреки това той получава 18 хиляди гласа.
Кръстьо Пастухов е убит на 25 август 1949 година в Сливенския затвор, удушен по заповед на властите (на министъра на вътрешните раоти Антон Югов) от криминален рецидивист (по непотвърдени сведения на име Антон Попантонов). Според висшия офицер от Държавна сигурност Стефан Богданов нареждането за убийството му е дадена лично от Георги Димитров.

## Памет
На Кръстьо Пастухов е наречена улица в квартал „Дружба“ в София (Карта).